# Gare d’Artenay
Gare d’Artenay vasútállomás Franciaországban, Artenay településen.

## Vasútvonalak
Az állomást az alábbi vasútvonalak érintik:
- Párizs–Bordeaux-vasútvonal

## Kapcsolódó állomások
A vasútállomáshoz az alábbi állomások vannak a legközelebb:
- Gare de Chevilly (Gare de Bordeaux-Saint-Jean)
- Gare de Château-Gaillard (Paris Gare d’Austerlitz)